# Лижер Нол (Њу Џерзи)
Лижер Нол (енгл. Leisure Knoll) насељено је место без административног статуса у америчкој савезној држави Њу Џерзи.

## Демографија
По попису из 2010. године број становника је 2.490, што је 23 (0,9%) становника више него 2000. године.
| Група             | 2000.         | 2010.         |
| Белци             | 2.425 (98,3%) | 2.388 (95,9%) |
| Афроамериканци    | 11 (0,4%)     | 35 (1,4%)     |
| Азијати           | 7 (0,3%)      | 9 (0,4%)      |
| Хиспаноамериканци | 18 (0,7%)     | 47 (1,9%)     |
| Укупно            | 2.467         | 2.490         |